# Andrés Madariaga
Andrés Madariaga (* 1878 in Santiago de Chile; † 1920 ebenda) war ein chilenischer Maler.
Madariaga studierte an der Eschuela de Bellas Artes bei Fernando Álvarez de Sotomayor und zählte als dessen Schüler zur Malergruppe der Generación del Trece. Seine weiteren Lehrer waren Pedro Lira, Agustín Undurraga und Carlos Lastra. Zu seinem Freundeskreis zählten Ricardo Gilbert, Ezequiel Plaza und Fernando Meza.
1918 gehörte Madariaga zu den Gründungsmitgliedern der Sociedad Nacional de Bellas Artes. Zwei Jahre später starb er als Opfer einer Typhusepidemie in Santiago. Sein Gemälde Cabeza de Niña befindet sich im Besitz der Museo Nacional de Bellas Artes, die Pinakothek der Universidad de Concepción besitzt die Werke Fuente del Santa Lucía und Retrato de Adolfo Quinteros.

## Quelle
- Museo Nacional de Bellas Artes – Andrés Madariaga

| Personendaten    | Personendaten      |
| ---------------- | ------------------ |
| NAME             | Madariaga, Andrés  |
| KURZBESCHREIBUNG | chilenischer Maler |
| GEBURTSDATUM     | 1878               |
| GEBURTSORT       | Santiago de Chile  |
| STERBEDATUM      | 1920               |
| STERBEORT        | Santiago de Chile  |